# هشتاد و دومین دوره جشنواره بین‌المللی فیلم ونیز
هشتاد و دومین دورهٔ جشنواره بین‌المللی فیلم ونیز از ۲۷ اوت تا ۶ سپتامبر ۲۰۲۵ در ونیز لیدو در ایتالیا برگزار می‌شود. الکساندر پین، فیلمساز آمریکایی، به عنوان رئیس هیئت داوران بخش مسابقه اصلی خدمت خواهد کرد.
ورنر هرتزوگ، فیلمساز آلمانی، در این جشنواره جایزهٔ شیر طلایی یک عمر دستاورد هنری را دریافت خواهد کرد.

## هیئت داوران

### مسابقه اصلی
- الکساندر پین، فیلمساز آمریکایی؛ رئیس هیئت داوران

## جوایز رسمی

### شیر طلایی برای یک عمر دستاورد هنری
- ورنر هرتزوگ
- کیم نواک[۳]